# Saison 2017 du Tour européen PGA
Navigation
Édition précédente Édition suivante
Le Tour européen PGA 2017 est le circuit européen de golf qui se déroule sur l'année 2017, entre décembre 2016 et novembre 2017. L'évènement est organisé par la PGA européenne et la plupart des tournois se tiennent en Europe. La saison s'articule autour des quatre tournois majeurs que sont le Masters, l'Open américain, l'Open britannique et le championnat de la PGA.

## Nouveauté
Avant le début de la saison, le Tour Européen, annonce le lancement des Rolex Series. Comprenant notamment les trois tournois de la Race to Dubaï, les Rolex Series regroupent plusieurs tournois doté au minimum de 7 millions d'Euros chacun. Lors du début de la saison, en novembre 2016, les tournois déjà annoncés pour les Rolex Series sont le BMW PGA Championship, l'Irish Open, l'Open d'Écosse, l'Open d'Italie, ainsi que les trois tournois de la Race to Dubai : le Turkish Airlines Open, le Nedbank Golf Challenge et le Dubai World Championship. Le Tour européen annonce toutefois que d'autres tournois pourraient être incorporés en cours de saison. Dans les faits, un seul autre tournoi est confirmé le 9 janvier 2017 lorsque les organisateurs de l'Open de France annonce que celui-ci rejoint les Rolex series.
De plus, le Tour Européen crée L'Access List, un classement des joueurs excluant les résultats du Masters, du Championnat de la PGA, des quatre tournois du WGC et des tournois des Rolex Series. Les trois premiers joueurs de ce classement à certains moment de la saison recevrons des invitations pour disputer un ou plusieurs tournois des Rolex Series. En outre, les 10 meilleurs joueurs du classement final garderont leurs cartes sur le Tour européen pour la saison suivante. Pendant ce temps, seuls les 100 meilleurs joueurs au classement final de la Race To Dubaï recevront des cartes de membre, au lieu de 110.
Enfin, un nouveau format de tournoi en équipe est testé avec la création du Golf Sixes. La première édition est remportée par le Danemark.

## Tournois
Du fait de la mise en place des Rolex Series, le calendrier évolue en cours de saison. Le tableau suivant reprend le calendrier définitif du Tour européen.
| Légende         |
| --------------- |
| Rolex Series    |
| Majeur          |
| WGC             |
| Autres tournois |

| Dates                       | Tournoi                           | Vainqueur            | Gains totaux   |
| --------------------------- | --------------------------------- | -------------------- | -------------- |
| 1er au 4 décembre           | Alfred Dunhill Championship       | Brandon Stone        | 1 200 000 €    |
| 1er au 4 décembre           | Australian PGA Championship       | Harod Varner III     | 1 500 000 A$   |
| 8 au 11 décembre            | Open de Hong Kong                 | Sam Brazel           | 2 000 000 $    |
| 12 au 15 janvier            | Open d'Afrique du Sud             | Graeme Storm         | 15 000 000ZAR  |
| 19 au 22 janvier            | Abu Dhabi Golf Championship       | Tommy Fleetwood      | 2 700 000 $    |
| 26 au 29 janvier            | The Commercial Bank Qatar Masters | Jeunghun Wang        | 2 500 000 $    |
| 2 au 5 février              | Omega Dubai Desert Classic        | Sergio García        | 2 650 000 $    |
| 9 au 12 février             | Maybank Malaysian Open            | Fabrizio Zanotti     | 3 000 000 $    |
| 16 au 19 février            | Perth International               | Brett Rumford        | 1 500 000 A$   |
| 23 au 26 février            | Joburg Open                       | Darren Fichardt      | 16 500 000 ZAR |
| 2 au 5 mars                 | Mexico Championship               | Dustin Johnson       | 9 750 000 $    |
| 2 au 5 mai                  | Tshwane Open                      | Dean Burmester       | 18 500 000 ZAR |
| 9 au 12 mars                | Hero Indian Open                  | S.S.P. Chawrasia     | 1 750 000 €    |
| 22 au 26 mars               | Dell Match Play Championship      | Dustin Johnson       | 9 750 000 $    |
| 6 au 9 avril                | Le Masters                        | Sergio García        | 10 000 000 $   |
| 13 au 16 avril              | Trophée Hassan II                 | Edoardo Molinari     | 2 500 000 €    |
| 20 au 23 avril              | Shenzhen International            | Bernd Wiesberger     | 2 800 000 $    |
| 27 au 30 avril              | Volvo China Open                  | Alexander Lévy       | 20 000 000 RMB |
| 6 au 7 mai                  | Golf Sixes                        | Danemark             | 1 000 000 €    |
| 11 au 14 mai                | Open du Portugal                  | Matt Wallace         | 500 000 €      |
| 18 au 21 mai                | The Rocco Forte Open              | Álvaro Quirós        | 1 000 000 €    |
| 25 au 28 mai                | BMW PGA Championship              | Alex Norén           | 7 000 000 $    |
| 1er au 4 juin               | Nordea Masters                    | Renato Paratore      | 1 500 000 €    |
| 8 au 11 juin                | Open d'Autriche                   | Dylan Frittelli      | 1 000 000 €    |
| 15 au 18 juin               | Open américain                    | Brooks Koepka        | 10 000 000 $   |
| 22 au 25 juin               | BMW International Open            | Andrés Romero        | 2 000 000 €    |
| 29 juin au 2 juillet        | Open de France                    | Tommy Fleetwood      | 7 000 000 €    |
| 6 au 9 juillet              | Irish Open                        | Jon Rahm             | 7 000 000 $    |
| 13 au 16 juillet            | Open d'Écosse                     | Rafael Cabrera-Bello | 7 000 000 $    |
| 14 au 17 juillet            | Open britannique                  | Jordan Spieth        |                |
| 27 au 30 juillet            | Open européen                     | Jordan Smith         | 2 000 000 €    |
| 3 au 6 août                 | WGC-Bridgestone Invitational      | Hideki Matsuyama     | 9 750 000 $    |
| 10 au 13 août               | Championnat de la PGA             | Justin Thomas        | 1 050 000 $    |
| 17 au 20 août               | Fiji International                | Jason Norris         | 1 500 000 A$   |
| 17 au 20 août               | Paul Lawrie Match Play            | Adrián Otaegui       | 1 000 000 €    |
| 24 au 27 août               | Made in Denmark                   | Julian Suri          | 1 800 000 €    |
| 31 août au 3 septembre      | D+D Real Czech Masters            | Haydn Porteous       | 1 000 000 €    |
| 7 au 10 septembre           | Omega European Masters            | Matthew Fitzpatrick  | 2 500 000 €    |
| 14 au 17 septembre          | KLM Open                          | Romain Wattel        | 1 800 000 €    |
| 21 au 24 septembre          | Portugal Masters                  | Lucas Bjerregaard    | 2 000 000 €    |
| 28 septembre au 1er octobre | British Masters                   | Paul Dunne           | 3 000 000 £    |
| 5 au 8 octobre              | Dunhill Links Championship        | Tyrrell Hatton       | 5 000 000 $    |
| 12 au 15 octobre            | Open d'Italie                     | Tyrrell Hatton       | 7 000 000 €    |
| 19 au 22 octobre            | Andalucia Masters                 | Sergio García        | 5 000 000 $    |
| 26 au 29 octobre            | HSBC Champions                    | Justin Rose          | 9 750 000 $    |
| 2 au 5 novembre             | Turkish Airlines Open             | Justin Rose          | 7 000 000 $    |
| 9 au 12 novembre            | Nedbank Golf Challenge            | Branden Grace        | 7 500 000 $    |
| 16 au 19 novembre           | Dubai World Championship          | Jon Rahm             | 8 000 000 $    |

## Race to Dubai
| Classement | Joueur               | Nationalité    | Tournois jouées | Points    |
| ---------- | -------------------- | -------------- | --------------- | --------- |
| 1          | Tommy Fleetwood      | Angleterre     | 24              | 5 420 530 |
| 2          | Justin Rose          | Angleterre     | 12              | 4 921 062 |
| 3          | Jon Rahm             | Espagne        | 13              | 4 602 281 |
| 4          | Sergio García        | Espagne        | 13              | 3 906 072 |
| 5          | Tyrrell Hatton       | Angleterre     | 21              | 3 237 346 |
| 6          | Ross Fisher          | Angleterre     | 23              | 2 942 728 |
| 7          | Rafael Cabrera-Bello | Espagne        | 19              | 2 770 297 |
| 8          | Alexander Norén      | Suède          | 20              | 2 483 867 |
| 9          | Francesco Molinari   | Italie         | 13              | 2 282 706 |
| 10         | Branden Grace        | Afrique du Sud | 15              | 2 252 135 |

- La liste complète.